# 福興里 (新莊區)
25°03′55″N 121°27′28″E / 25.0653591°N 121.4577588°E
福興里為臺灣新北市新莊區轄內的一個里。1988年新莊都市計畫第一次通盤檢討，福興里為工業用地，為因應五股工業區居住需求，該里東半部劃工業住宅區，並設有興化國小、興化公園。1991建立土地公廟興珍宮，主祀福德正神，位於五工三路50巷23之1號興化公園旁，該廟原在五股興珍，因二重疏洪道闢建，移到新莊興化社區。1997年7月31日由福基里析置福興里。
2015年8月29日，新北市公共自行車租賃系統興化公園站啟用。